# Rebeca de Souza Silva
Rebeca De Souza Silva (11/03/2001, São Bernardo do Campo) é uma atleta paralímpica brasileira na modalidade de judô na classe J2 (acima de 70 quilos). É parte da seleção brasileira de judô paralímpico. 
Rebeca é deficiente visual devido a fatores genéticos. 
Conquistou medalha de prata nos Jogos Parapanamericanos de Lima, em 2019, medalha de ouro na Copa do Mundo IBSA no Cazaquistão em 2018 e diversas outras medalhas em competições internacionais. 
Nos Jogos Paralímpicos de Verão de 2024, em Paris, França, ganhou a medalha de ouro na categoria acima de 70 kg, classe J2.